# Eurydyka I z Macedonii
Eurydyka I (gr: Εύρυδίκη,  Eúrydίkē) (ur. ok. 410, zm. ok. 340 p.n.e.) – królowa Macedonii, żona Amyntasa III, króla Macedonii. 
Eurydyka była córką króla Elimei Sirrasa i nieznanej z imienia córki Arrabajosa I, króla Linkestydy z rodu Bakchiadów. Gdy jej dziadek zmarł ok. r. 400 p.n.e., ojciec, jako najbliższy krewny rodu Bakchiadów, przejął regencję nad nieletnim królem Arrabajosem II, wnukiem zmarłego. Eurydyka poślubiła Amyntasa III, przypuszczalnie już króla macedońskiego ok. r. 393 lub 391 p.n.e. Jej ślub prawdopodobnie zakończył długoletnią wojnę między Linkos a Macedonią.  Była ona jego pierwszą żoną. Jako matka jednej córki i trzech synów, stała wyżej od Gygai, drugiej żony męża i matką trzech synów. Umiała mówić w języku greckim, ale nauczyła się czytać i pisać dopiero w Macedonii.
Amyntas III w ostatnich latach życia obawiał się Ptolemeusza z Aloros, że będzie rywalem jego syna. Postanowił z Eurydyką dać mu za żonę swą najstarszą córkę Eurynoe, dzięki czemu zagwarantował wybór najstarszego syna Aleksandra na króla. Jednak przymierze nie trwało długo, bowiem ten starł się z Ptolemeuszem w walce. Wojnę domową zakończył Pelopidas, wódz tebański, żądając zakładników, w tym Filipa, najmłodszego syna Eurydyki. Kiedy zmarł Aleksander II, zgromadzenie Macedończyków wybrało królem Perdikkasa III, drugiego syna Eurydyki, a jego opiekunem Ptolemeusza oraz udzieliło pewnych uprawnień królowej matce. Eurydyka, uzyskując pomoc Ifikratesa, stratega ateńskiego, wypędziła pretendenta Pauzaniasza. W r. 365 p.n.e. Perdikkas III odzyskał pełnię władzy, po czym po kilku latach zmarł (359 p.n.e.), zostawiając nieletniego syna Amyntasa IV. Zgromadzenie wybrało na regenta Filipa II, który niebawem zajął tron. Eurydyka, jako królowa matka, odegrała ważną rolę w zachowaniu tronu dla swych dzieci. O jej pozycji świadczy fakt, że wystawiła w swym imieniu posąg Euklei („Dobrej Sławie” – zapewne kultowy przydomek bogini Artemidy) przed jej świątynią w Ajgaj oraz poświęcenie tabliczki do pisania i epigramu Muzom.
Eurydykę oskarżano o zorganizowanie spisku i zamordowanie męża, spisku, który się nie powiódł. Miała rzekomo zastąpić swą córkę Eurynoe w łożu zięcia Ptolemeusza, jako kochanka lub nawet żona. Oskarżano ją o to, że zaplanowała morderstwo pierwszego syna Aleksandra II, a potem drugiego Perdikkasa III. Gdy Eurydyka zmarła ok. 340 p.n.e., synowa Olimpias, jako matka następcy tronu Aleksandra Macedońskiego zajęła przypuszczalnie jej miejsce. Eurydykę pochowano zapewne w monumentalnym grobowcu w Ajgaj, który został odkryty przez Androniskosa w 1987 r. Grobowiec wzniesiono między r. 343 a 340 p.n.e. Wspaniałość grobowca oraz jej posągu pozwalają przypuszczać, że królowej matce oddawano pośmiertnie cześć boską.